# Мендон (Илиноис)
Мендон (енгл. Mendon) град је у америчкој савезној држави Илиноис.

## Демографија
По попису из 2010. године број становника је 953, што је 70 (7,9%) становника више него 2000. године.
| Група             | 2000.       | 2010.       |
| Белци             | 877 (99,3%) | 942 (98,8%) |
| Афроамериканци    | 1 (0,1%)    | 1 (0,1%)    |
| Азијати           | 0 (0,0%)    | 1 (0,1%)    |
| Хиспаноамериканци | 4 (0,5%)    | 5 (0,5%)    |
| Укупно            | 883         | 953         |